# Antichloris lamalissa
Antichloris lamalissa là một loài bướm đêm thuộc phân họ Arctiinae, họ Erebidae.